# استفانو استورارو
استفانو استورارو (ایتالیایی: Stefano Sturaro؛ زادهٔ ۹ مارس ۱۹۹۳) بازیکن فوتبال اهل ایتالیا است.

## باشگاهی
از باشگاه‌هایی که در آن بازی کرده‌است می‌توان به جنوا، مودنا، یوونتوس، و اسپورتینگ اشاره کرد.

## تیم ملی
وی همچنین در تیم ملی فوتبال ایتالیا بازی کرده‌است.